# Coppa del Mondo di slittino su pista naturale
La Coppa del Mondo di slittino su pista naturale (nome ufficiale FIL Luge World Cup) è una competizione internazionale a cadenza annuale che si svolge solitamente a partire da dicembre o gennaio e termina tra febbraio e marzo. Le gare sono organizzate dalla FIL. La prima edizione della Coppa del Mondo risale alla stagione 1992/1993.

## Il circuito mondiale
Attualmente la stagione di Coppa del Mondo si compone di sei o sette gare ma non necessariamente in altrettante località differenti. Ogni pista può, infatti, organizzare più di una competizione, magari in giorni successivi. Come nella Coppa del Mondo su pista artificiale il leader della classifica corre con una pettorina gialla indicante il primato. 
La Coppa del Mondo assegna i titoli di singolo uomini, singolo donne, doppio (che ufficialmente può essere composto da ambo i sessi) e la Coppa del Mondo per nazioni, la cui classifica finale è data dalla somma di tutti i risultati ottenuti da atleti della stessa nazione in tutte e tre le specialità.

## Sistema di punteggio attuale
I punti assegnati nelle singole gare determinano la classifica generale. Come nello slittino su pista artificiale, viene utilizzato il sistema di punti della FIL, che attualmente prevede 100 punti per il vincitore, 85 per il secondo, 70 per il terzo e via via a scalare fino al 39º classificato che ottiene 2 punti. Dal 40º posto in poi gli atleti ricevono un punto a patto che risultino classificati nella gara. 
Nel singolo maschile vige la regola di massimo sei atleti per nazione partecipanti alla prima manche di ogni gara. Solamente i quattro migliori atleti di ogni nazione si qualificano alla seconda manche. Il regolamento prevede comunque l'assegnazione di 14 punti al miglior non qualificato, 13 punti al secondo migliore e così via per tutti gli altri che non hanno il diritto di competere alla seconda discesa.
Nel doppio si qualificano alla seconda manche solo i primi tre equipaggi di ogni nazione. I non qualificati ricevono, a scalare, da 24 punti in poi.
La classifica finale della Coppa del Mondo per nazioni è invece data dalla somma di tutti i risultati ottenuti dagli atleti della stessa nazione in tutte e tre le specialità.
| Posizione | 1   | 2  | 3  | 4  | 5  | 6  | 7  | 8  | 9  | 10 | 11 | 12 | 13 | 14 | 15 | 16 | 17 | 18 | 19 | 20 | 21 | 22 | 23 | 24 | 25 | 26 | 27 | 28 | 29 | 30 | 31 | 32 | 33 | 34 | 35 | 36 | 37 | 38 | 39 | 40+ |
| Punti     | 100 | 85 | 70 | 60 | 55 | 50 | 46 | 42 | 39 | 36 | 34 | 32 | 30 | 28 | 26 | 25 | 24 | 23 | 22 | 21 | 20 | 19 | 18 | 17 | 16 | 15 | 14 | 13 | 12 | 11 | 10 | 9  | 8  | 7  | 6  | 5  | 4  | 3  | 2  | 1   |

## Albo d'oro

### Singolo uomini
| Stagione | Vincitore                          | Secondo             | Terzo                 |
| -------- | ---------------------------------- | ------------------- | --------------------- |
| 1992/93  | Franz Obrist                       | Gerhard Pilz        | Erhard Mahlknecht     |
| 1993/94  | Erhard Mahlknecht Franz Obrist (2) |                     | Anton Blasbichler     |
| 1994/95  | Manfred Gräber                     | Franz Obrist        | Gerhard Pilz          |
| 1995/96  | Anton Blasbichler                  | Gerhard Pilz        | Martin Gruber         |
| 1996/97  | Anton Blasbichler                  | Martin Gruber       | Manfred Gräber        |
| 1997/98  | Reinhard Gruber                    | Gerhard Pilz        | Martin Gruber         |
| 1998/99  | Reinhard Gruber (2)                | Anton Blasbichler   | Martin Gruber         |
| 1999/00  | Ferdinand Hirzegger                | Gerhard Pilz        | Anton Blasbichler     |
| 2000/01  | Gerhard Pilz                       | Anton Blasbichler   | Ferdinand Hirzegger   |
| 2001/02  | Gerhard Pilz (2)                   | Ferdinand Hirzegger | Anton Blasbichler     |
| 2002/03  | Robert Batkowski                   | Gerhard Pilz        | Gerald Kallan         |
| 2003/04  | Anton Blasbichler                  | Gernot Schwab       | Gerald Kallan         |
| 2004/05  | Anton Blasbichler (4)              | Martin Psenner      | Florian Breitenberger |
| 2005/06  | Patrick Pigneter                   | Gernot Schwab       | Florian Breitenberger |
| 2006/07  | Patrick Pigneter                   | Martin Psenner      | Gerhard Pilz          |
| 2007/08  | Patrick Pigneter                   | Gerald Kammerlander | Florian Breitenberger |
| 2008/09  | Patrick Pigneter                   | Thomas Schopf       | Gernot Schwab         |
| 2009/10  | Patrick Pigneter                   | Thomas Schopf       | Gernot Schwab         |
| 2010/11  | Patrick Pigneter                   | Robert Batkowski    | Anton Blasbichler     |
| 2011/12  | Patrick Pigneter                   | Hannes Clara        | Alex Gruber           |
| 2012/13  | Patrick Pigneter                   | Hannes Clara        | Thomas Kammerlander   |
| 2013/14  | Patrick Pigneter                   | Thomas Kammerlander | Michael Scheikl       |
| 2014/15  | Patrick Pigneter                   | Alex Gruber         | Michael Scheikl       |
| 2015/16  | Patrick Pigneter                   | Alex Gruber         | Thomas Kammerlander   |
| 2016/17  | Thomas Kammerlander                | Patrick Pigneter    | Alex Gruber           |
| 2017/18  | Thomas Kammerlander                | Alex Gruber         | Patrick Pigneter      |
| 2018/19  | Thomas Kammerlander                | Alex Gruber         | Patrick Pigneter      |
| 2019/20  | Thomas Kammerlander                | Michael Scheikl     | Patrick Pigneter      |
| 2020/21  | Michael Scheikl                    | Alex Gruber         | Patrick Pigneter      |
| 2021/22  | Alex Gruber                        | Thomas Kammerlander | Michael Scheikl       |
| 2022/23  | Thomas Kammerlander (5)            | Alex Gruber         | Michael Scheikl       |
| 2023/24  | Patrick Pigneter (12)              | Fabian Brunner      | Florian Clara         |
| 2024/25  | Florian Clara                      | Michael Scheikl     | Stefan Federer        |

### Singolo donne
| Stagione | Vincitrice                 | Seconda               | Terza                 |
| -------- | -------------------------- | --------------------- | --------------------- |
| 1992/93  | Doris Haselrieder          | Ljubov' Panjutina     | Elvira Holzknecht     |
| 1993/94  | Irene Zechner              | Ljubov' Panjutina     | Doris Haselrieder     |
| 1994/95  | Elvira Holzknecht          | Irene Zechner         | Doris Haselrieder     |
| 1995/96  | Irene Zechner (2)          | Sandra Mariner        | Elvira Holzknecht     |
| 1996/97  | Sonja Steinacher           | Ljubov' Panjutina     | Simona Martin         |
| 1997/98  | Elvira Holzknecht          | Sandra Mariner        | Sonja Steinacher      |
| 1998/99  | Elvira Holzknecht (3)      | Sonja Steinacher      | Christa Gietl         |
| 1999/00  | Sonja Steinacher           | Elvira Holzknecht     | Sandra Mariner        |
| 2000/01  | Ekaterina Lavrent'eva      | Sonja Steinacher      | Sandra Mariner        |
| 2001/02  | Sonja Steinacher           | Sandra Mariner        | Ekaterina Lavrent'eva |
| 2002/03  | Sonja Steinacher (4)       | Ekaterina Lavrent'eva | Christa Gietl         |
| 2003/04  | Ekaterina Lavrent'eva      | Renate Kasslatter     | Renate Gietl          |
| 2004/05  | Renate Gietl               | Ekaterina Lavrent'eva | Irene Mitterstieler   |
| 2005/06  | Ekaterina Lavrent'eva      | Renate Gietl          | Melanie Batkowski     |
| 2006/07  | Ekaterina Lavrent'eva      | Renate Gietl          | Renate Kasslatter     |
| 2007/08  | Ekaterina Lavrent'eva      | Renate Gietl          | Melanie Batkowski     |
| 2008/09  | Ekaterina Lavrent'eva      | Renate Gietl          | Melanie Batkowski     |
| 2009/10  | Ekaterina Lavrent'eva      | Renate Gietl          | Melanie Batkowski     |
| 2010/11  | Ekaterina Lavrent'eva      | Renate Gietl          | Melanie Batkowski     |
| 2011/12  | Ekaterina Lavrent'eva      | Renate Gietl          | Melanie Schwarz       |
| 2012/13  | Ekaterina Lavrent'eva      | Evelin Lanthaler      | Greta Pinggera        |
| 2013/14  | Ekaterina Lavrent'eva      | Evelin Lanthaler      | Tina Unterberger      |
| 2014/15  | Ekaterina Lavrent'eva (12) | Evelin Lanthaler      | Greta Pinggera        |
| 2015/16  | Evelin Lanthaler           | Greta Pinggera        | Ekaterina Lavrent'eva |
| 2016/17  | Greta Pinggera             | Evelin Lanthaler      | Tina Unterberger      |
| 2017/18  | Evelin Lanthaler           | Greta Pinggera        | Tina Unterberger      |
| 2018/19  | Evelin Lanthaler           | Greta Pinggera        | Ekaterina Lavrent'eva |
| 2019/20  | Evelin Lanthaler           | Greta Pinggera        | Tina Unterberger      |
| 2020/21  | Evelin Lanthaler           | Greta Pinggera        | Tina Unterberger      |
| 2021/22  | Evelin Lanthaler           | Greta Pinggera        | Lisa Walch            |
| 2022/23  | Evelin Lanthaler           | Tina Unterberger      | Greta Pinggera        |
| 2023/24  | Evelin Lanthaler           | Riccarda Ruetz        | Tina Unterberger      |
| 2024/25  | Evelin Lanthaler (9)       | Tina Unterberger      | Daniela Mittermair    |

### Doppio
| Stagione | Vincitori                                   | Secondi                                   | Terzi                                                   |
| -------- | ------------------------------------------- | ----------------------------------------- | ------------------------------------------------------- |
| 1992/93  | Arnold Lunger Günther Steinhauser           | Reinhold Buchmann Manfred Als             | Helmut Ruetz Andi Ruetz                                 |
| 1993/94  | Almir Bétemps Corrado Hérin                 | Manfred Gräber Günther Steinhauser        | Helmut Ruetz Andi Ruetz Roland Niedermair Hubert Burger |
| 1994/95  | Helmut Ruetz Andi Ruetz                     | Roland Niedermair Hubert Burger           | Jürgen Pezzi Christian Hafner                           |
| 1995/96  | Helmut Ruetz (2) Andi Ruetz (2)             | Martin Psenner Arthur Künig               | Martin Schneebauer Peter Lechner                        |
| 1996/97  | Reinhard Beer Herbert Kögl                  | Helmut Ruetz Andi Ruetz                   | Martin Schneebauer Peter Lechner                        |
| 1997/98  | Helmut Ruetz (3) Andi Ruetz (3)             | Martin Psenner Christian Hafner           | Reinhard Beer Herbert Kögl                              |
| 1998/99  | Helmut Ruetz (4) Andi Ruetz (4)             | Reinhard Beer Herbert Kögl                | Peter Lechner Peter Braunegger                          |
| 1999/00  | Armin Mair David Mair                       | Reinhard Beer Herbert Kögl                | Peter Lechner Peter Braunegger                          |
| 2000/01  | Wolfgang Schopf Andreas Schopf              | Armin Mair David Mair                     | Peter Lechner Peter Braunegger                          |
| 2001/02  | Andrzej Laszczak Damian Waniczek            | Reinhard Beer Herbert Kögl                | Armin Mair David Mair                                   |
| 2002/03  | Pavel Poršnev Ivan Lazarev                  | Andrzej Laszczak Damian Waniczek          | Reinhard Beer Herbert Kögl                              |
| 2003/04  | Pavel Poršnev (2) Ivan Lazarev (2)          | Wolfgang Schopf Andreas Schopf            | Reinhard Beer Herbert Kögl                              |
| 2004/05  | Reinhard Beer (2) Herbert Kögl (2)          | Andrzej Laszczak Damian Waniczek          | Pavel Poršnev Ivan Lazarev                              |
| 2005/06  | Christian Schatz Gerhard Mühlbacher         | Pavel Poršnev Ivan Lazarev                | Reinhard Beer Herbert Kögl                              |
| 2006/07  | Christian Schatz (2) Gerhard Mühlbacher (2) | Pavel Poršnev Ivan Lazarev                | Reinhard Beer Herbert Kögl                              |
| 2007/08  | Patrick Pigneter Florian Clara              | Pavel Poršnev Ivan Lazarev                | Andrzej Laszczak Damian Waniczek                        |
| 2008/09  | Patrick Pigneter (2) Florian Clara (2)      | Pavel Poršnev Ivan Lazarev                | Christian Schopf Andreas Schopf                         |
| 2009/10  | Patrick Pigneter (3) Florian Clara (3)      | Pavel Poršnev Ivan Lazarev                | Christian Schopf Andreas Schopf                         |
| 2010/11  | Patrick Pigneter (4) Florian Clara (4)      | Pavel Poršnev Ivan Lazarev                | Christian Schatz Gerhard Mühlbacher                     |
| 2011/12  | Pavel Poršnev (3) Ivan Lazarev (3)          | Patrick Pigneter Florian Clara            | Christian Schatz Gerhard Mühlbacher                     |
| 2012/13  | Patrick Pigneter (5) Florian Clara (5)      | Christian Schopf Andreas Schopf           | Pavel Poršnev Ivan Lazarev                              |
| 2013/14  | Patrick Pigneter (6) Florian Clara (6)      | Aleksandr Egorov Pëtr Popov               | Pavel Poršnev Ivan Lazarev                              |
| 2014/15  | Patrick Pigneter (7) Florian Clara (7)      | Aleksandr Egorov Pëtr Popov               | Christoph Regensburger Dominik Holzknecht               |
| 2015/16  | Patrick Pigneter (8) Florian Clara (8)      | Christoph Regensburger Dominik Holzknecht | Aleksandr Egorov Pëtr Popov                             |
| 2016/17  | Pavel Poršnev (4) Ivan Lazarev (4)          | Patrick Pigneter Florian Clara            | Rupert Brüggler Tobias Angerer                          |
| 2017/18  | Patrick Pigneter (9) Florian Clara (9)      | Pavel Poršnev Ivan Lazarev                | Aleksandr Egorov Pëtr Popov                             |
| 2018/19  | Patrick Pigneter (10) Florian Clara (10)    | Aleksandr Egorov Pëtr Popov               | Pavel Poršnev Ivan Lazarev                              |
| 2019/20  | Patrick Pigneter (11) Florian Clara (11)    | Pavel Poršnev Ivan Lazarev                | Patrick Lambacher Matthias Lambacher                    |
| 2020/21  | Patrick Pigneter (12) Florian Clara (12)    | Patrick Lambacher Matthias Lambacher      | Fabian Achenrainer Simon Achenrainer                    |
| 2021/22  | Patrick Pigneter (13) Florian Clara (13)    | Fabian Achenrainer Simon Achenrainer      | Pavel Poršnev Ivan Lazarev                              |
| 2022/23  | Patrick Lambacher Matthias Lambacher        | Patrick Pigneter Florian Clara            | Matevz Vertelj Vid Kralj                                |
| 2023/24  | Matthias Lambacher Peter Lambacher          | Maximilian Pichler Nico Edlinger          | Tobias Paur Andreas Hofer                               |
| 2024/25  | Maximilian Pichler Nico Edlinger            | Matthias Lambacher Peter Lambacher        | Tobias Paur Andreas Hofer                               |

### Coppa delle nazioni
| Stagione | Vincitrice  | Seconda | Terza      |
| -------- | ----------- | ------- | ---------- |
| 1993/94  | Italia      | Austria | Polonia    |
| 1994/95  | Italia      | Austria | Germania   |
| 1995/96  | Austria     | Italia  | Germania   |
| 1996/97  | Italia      | Austria | Polonia    |
| 1997/98  | Italia      | Austria | Slovenia   |
| 1998/99  | Italia      | Austria | Slovenia   |
| 1999/00  | Austria     | Italia  | Russia     |
| 2000/01  | Austria     | Italia  | Russia     |
| 2001/02  | Austria     | Italia  | Polonia    |
| 2002/03  | Austria     | Italia  | Russia     |
| 2003/04  | Austria     | Italia  | Russia     |
| 2004/05  | Italia      | Austria | Russia     |
| 2005/06  | Austria (7) | Italia  | Russia     |
| 2006/07  | Italia      | Austria | Russia     |
| 2007/08  | Italia      | Austria | Russia     |
| 2008/09  | Italia      | Austria | Russia     |
| 2009/10  | Italia      | Austria | Russia     |
| 2010/11  | Italia      | Austria | Russia     |
| 2011/12  | Italia      | Austria | Russia     |
| 2012/13  | Italia      | Austria | Russia     |
| 2013/14  | Italia      | Russia  | Austria    |
| 2014/15  | Italia      | Austria | Russia     |
| 2015/16  | Italia      | Russia  | Austria    |
| 2016/17  | Italia      | Austria | Russia     |
| 2017/18  | Italia      | Russia  | Austria    |
| 2018/19  | Italia      | Russia  | Austria    |
| 2019/20  | Italia      | Russia  | Austria    |
| 2020/21  | Italia      | Austria | Russia     |
| 2021/22  | Italia      | Austria | Russia     |
| 2022/23  | Italia      | Austria | Slovenia   |
| 2023/24  | Italia      | Austria | Germania   |
| 2024/25  | Italia (25) | Austria | Slovacchia |

## Vincitori di gare di Coppa del Mondo

### Singolo uomini
Dati aggiornati al 24 febbraio 2025
     Slittinisti in attività
Si elencano solamente gli atleti con almeno 5 vittorie in carriera.
| Pos. | Nome atleta         | Carriera  | Totale |
| ---- | ------------------- | --------- | ------ |
| 1    | Patrick Pigneter    | –2025     | 54     |
| 2    | Thomas Kammerlander | 2007–2023 | 27     |
| 3    | Anton Blasbichler   | –         | 20     |
| 4    | Gerhard Pilz        | –         | 19     |
| 5    | Alex Gruber         | 2010–2023 | 14     |
| 6    | Michael Scheikl     | 2006–2025 | 10     |
| 7    | Reinhard Gruber     | –         | 6      |
| 8    | Martin Gruber       | –         | 5      |
|      | Franz Obrist        | –         | 5      |
|      | Ferdinand Hirzegger | –         | 5      |

### Singolo donne
Dati aggiornati al 24 febbraio 2025
     Slittiniste in attività
Si elencano solamente le atlete con almeno 5 vittorie in carriera.
| Pos. | Nome atleta           | Carriera  | Totale |
| ---- | --------------------- | --------- | ------ |
| 1    | Evelin Lanthaler      | 2008–2025 | 58     |
| 2    | Ekaterina Lavrent'eva | –         | 55     |
| 3    | Elvira Holzknecht     | –         | 16     |
| 4    | Renate Gietl          | –         | 15     |
| 5    | Sonja Steinacher      | –         | 14     |
| 6    | Irene Zechner         | –         | 9      |
| 7    | Greta Pinggera        | 2012–2023 | 7      |
| 8    | Ljubov' Panjutina     | –         | 5      |
|      | Christa Gietl         | –         | 5      |

### Doppio
Dati aggiornati al 24 febbraio 2025
     Slittinisti in attività
Si elencano solamente gli atleti con almeno 10 vittorie in carriera.
| Pos. | Nome atleta        | Carriera | Totale |
| ---- | ------------------ | -------- | ------ |
| 1    | Patrick Pigneter   | –        | 68     |
|      | Florian Clara      | –        | 68     |
| 3    | Ivan Lazarev       | –        | 23     |
|      | Pavel Poršnev      | –        | 23     |
| 5    | Herbert Kögl       | –        | 18     |
|      | Reinhard Beer      | –        | 18     |
| 7    | Andi Ruetz         | –        | 15     |
|      | Helmut Ruetz       | –        | 15     |
| 9    | Matthias Lambacher | –        | 12     |
| 10   | Andrzej Laszczak   | –        | 10     |
|      | Damian Waniczek    | –        | 10     |

## Vincitori di Coppe del Mondo
Dati aggiornati alla Coppa del Mondo 2025

### Atleti - Singolo uomini
| Pos. | Atleta            | Nazione | Coppe |
| ---- | ----------------- | ------- | ----- |
| 1    | Patrick Pigneter  | Italia  | 12    |
| 2    | T. Kammerlander   | Austria | 5     |
| 3    | Anton Blasbichler | Italia  | 4     |
| 4    | Gerhard Pilz      | Austria | 2     |
| 4    | Franz Obrist      | Italia  | 2     |
| 4    | Reinhard Gruber   | Italia  | 2     |

### Atlete - Singolo donne
| Pos. | Atleta            | Nazione | Coppe |
| ---- | ----------------- | ------- | ----- |
| 1    | E. Lavrent'eva    | Russia  | 12    |
| 2    | Evelin Lanthaler  | Italia  | 9     |
| 3    | Sonja Steinacher  | Italia  | 4     |
| 4    | Elvira Holzknecht | Austria | 3     |
| 5    | Irene Zechner     | Austria | 2     |

### Atleti - Doppio
| Pos. | Atleta           | Nazione | Coppe |
| ---- | ---------------- | ------- | ----- |
| 1    | Patrick Pigneter | Italia  | 13    |
| 1    | Florian Clara    | Italia  | 13    |
| 3    | Pavel Poršnev    | Russia  | 4     |
| 3    | Ivan Lazarev     | Russia  | 4     |
| 3    | Helmut Ruetz     | Austria | 4     |
| 3    | Andi Ruetz       | Austria | 4     |

### Nazionali - Singolo uomini
| Pos. | Nazione | Coppe |
| ---- | ------- | ----- |
| 1    | Italia  | 24    |
| 2    | Austria | 10    |

### Nazionali - Singolo donne
| Pos. | Nazione | Coppe |
| ---- | ------- | ----- |
| 1    | Italia  | 16    |
| 2    | Russia  | 12    |
| 3    | Austria | 5     |

### Nazionali - Doppio
| Pos. | Nazione | Coppe |
| ---- | ------- | ----- |
| 1    | Italia  | 18    |
| 2    | Austria | 10    |
| 3    | Russia  | 4     |
| 4    | Polonia | 1     |